# Taku (U-Boot)
HMS Taku (Kennung: N38) war ein U-Boot der britischen Royal Navy im Zweiten Weltkrieg. Bei Einsätzen im Mittelmeer und in der Nordsee gelangen dem Boot insgesamt zwölf Versenkungen größerer und kleinerer Wasserfahrzeuge.

## Geschichte

### Bau und Indienststellung
Die Kiellegung der Taku auf der Werft Cammell, Laird & Company in Birkenhead erfolgte am 18. November 1937, am 20. Mai 1939 lief sie vom Stapel. Die Indienststellung konnte am 3. Januar 1940 erfolgen.

### Kriegsjahr 1940
Die Taku wurde in der Folge mit mäßigem Erfolg 1940 in der Nordsee und der Biskaya eingesetzt. Bei einem der ersten Einsätze wurde der britische Zerstörer Ashanti am 17. April 1940 mit einem deutschen Kriegsschiff verwechselt und irrtümlich mit vier Torpedos angegriffen, die das Ziel aber verfehlten. Im folgenden Monat wurde am 8. Mai östlich von Dänemark ein deutscher Geleitzug mit zehn Torpedos angegriffen. Das deutsche Torpedoboot Möwe (900 ts) wurde beschädigt und war in der Folge erst wieder im Frühjahr 1943 einsatzbereit. Infolge des Torpedoangriffes belegten deutsche Geleitfahrzeuge die Taku zehn Stunden lang mit Wasserbomben. Am 2. November 1940 wurde südwestlich von Belle-Île der deutsche Tanker Gedania (8923 BRT) angegriffen. Obwohl das Ziel getroffen wurde, blieb es unbeschadet, weil der Torpedo nicht detonierte.

### Einsatz im Mittelmeer
Nachdem das U-Boot 1941 in das Mittelmeer transferiert wurde, versenkte es bis Ende 1942 mehrere deutsche und italienische Transportschiffe vor den italienischen, griechischen und libyschen Küsten. Am 6. Mai konnte die Taku im Tyrrhenischen Meer ungefähr 20 Seemeilen nordnordwestlich von Stromboli der italienischen Frachter Cagliari (2322 BRT) mit Torpedos versenken. Am 11. Juni wurde vor Bengasi der deutsche Munitionstransporter Tilly L. M. Russ (1600 BRT) torpediert und versenkt. Am Folgetag konnte die Taku in der Großen Syrte, 70 Seemeilen westnordwestlich von Bengasi das italienische Transportschiff Silvio Scaroni (1367 BRT) torpedieren und versenken.
Im Juli 1941 gelangen der Taku mit der Versenkung des italienischen Passagier- und Frachtschiffs Caldea (2703 BRT) am 13. Juli (10 Seemeilen vor Bengasi) und des italienischen Hilfsminensuchers Vincenso P. (270 BRT) am 15. Juli (25 Seemeilen südöstlich von Auegia (Libyen)) zwei weitere Erfolge.
Weitere Versenkungen erreichte die Taku erst wieder im Oktober 1942. So wurde am 24. Oktober 1942 südlich von Kos ein kleines griechisches Segelschiff mit dem Deckgeschütz versenkt. Am 25. Oktober 1942 wurde vor Chios der italienische Tanker Arca (2238 BRT) mit einem Torpedo angegriffen, aber verfehlt. Der Tanker konnte aber am Folgetag südwestlich von Chios erneut torpediert und diesmal versenkt werden. Die letzte Versenkung in diesem Monat gelang am 27. Oktober mit der Versenkung des griechischen Seglers Lora (121 BRT) vor Limnos mittels Bordartillerie.
Zwei weitere Kampferfolge sind im Dezember des Jahres 1942 zu verzeichnen:
- am 14. Dezember wurde fünf Seemeilen nördlich der griechischen Insel Makronisos der italienische Tanker Delfin (5322 BRT) mit Torpedos versenkt.
- am 22. Dezember wurde nordwestlich des Kanals von Potidea das griechische Segelschiff Niki (150 BRT) mit dem Deckgeschütz versenkt.

### Kriegsjahr 1944
1944 wurde die Taku wieder vor der norwegischen Küste eingesetzt und versenkte zwischen Februar und März zwei größere deutsche Frachter, ein weiterer deutscher Transporter erlitt schwere Schäden: Am 7. Februar wurde 20 Seemeilen nördlich von Stavanger die Rheinhausen (6298 BRT), am 13. Februar acht Seemeilen südlich von Skudeneshavn im Boknafjord die Hans Bornhofen (2130 BRT) mit Torpedos beschossen und versenkt. Am 12. Februar 1944 konnte vor Stavanger der deutschen Frachter Harm Fritzen (4818 BRT) torpediert werden. Das Transportschiff wurde lediglich schwer beschädigt und lief auf Grund, konnte aber später geborgen werden.
Im April 1944 lief das U-Boot auf eine Seemine und wurde beschädigt.
Die Taku wurde im November 1946 zur Verschrottung verkauft und später in Llanelli (Wales) abgebrochen.

## Kommandanten
- Lt.Cdr. Walter Selby Hall (19. Juni 1939 – 24. Februar 1940)[3]
- Lt.Cdr. Voltelin James Howard Van der Byl (24. Februar 1940 – 8. Oktober 1940)[4]
- Lt. Hugh Bentley Turner (8. Oktober 1940 – 17. Oktober 1940)[5]
- Lt. John Frederick Beaufoy Brown (8. Oktober 1940 – 22. April 1941)[6]
- Lt.Cdr. Edward Christian Frederic Nicolay (22. April 1941 – August 1941)[7]
- Lt.Cdr. Peter Joseph Howell Bartlett (Oktober 1941 – 15. Oktober 1941)[8]
- Lt.Cdr. Jack Gethin Hopkins (8. Dezember 1941 – 11. Oktober 1942)[9]
- Lt. Arthur John Wright Pitt (11. Oktober 1942 – 6. Mai 1944)[10]
- Lt. Percy Samual Parmenter (6. Mai 1944 – 28. Oktober 1944)[11]
- Lt. George Edward Hunt (28. Oktober 1944 – März/April 1945)[12]
- Lt. John Peter Angell (März/April 1945 – April/Mai 1945)[13]
- Lt. William Henry Kett (April/Mai 1945 - )[14]

## Kampferfolge
| Datum             | Position                                                                       | Angriffsziel                                     | BRT      | Beschreibung                                                                       |
| ----------------- | ------------------------------------------------------------------------------ | ------------------------------------------------ | -------- | ---------------------------------------------------------------------------------- |
| 8. Mai 1940       | östlich von Dänemark (56° 45′ N, 6° 12′ O)                                     | deutscher Geleitzug                              | -        | Angriff mit zehn Torpedos, das deutsche Torpedoboot Möwe (900 ts) wird beschädigt. |
| 6. Mai 1941       | im Tyrrhenischen Meer (39° 11′ N, 15° 5′ O)                                    | italienischer Frachter Cagliari                  | 2322 BRT | Versenkung mit Torpedos                                                            |
| 11. Juni 1941     | Vor Bengasi                                                                    | deutscher Munitionstransporter Tilly L. M. Russ  | 1600 BRT | Versenkung mittels Torpedo                                                         |
| 12. Juni 1941     | in der Großen Syrte (32° 27′ N, 18° 42′ O)                                     | italienisches Transportschiff Silvio Scaroni     | 1367 BRT | Versenkung mit Torpedos                                                            |
| 13. Juli 1941     | 10 Seemeilen vor Bengasi                                                       | italienisches Passagier- und Frachtschiff Caldea | 2703 BRT | Versenkung mit Torpedos                                                            |
| 15. Juli 1941     | 25 Seemeilen südöstlich von Auegia (Libyen)                                    | italienischer Hilfsminensucher Vincenso P.       | 270 BRT  | Versenkung mit Torpedos                                                            |
| 24. Oktober 1942  | Südlich von Kos (36° 23′ N, 27° 0′ O)                                          | kleines griechisches Segelschiff                 | -        | Versenkung mit dem Deckgeschütz                                                    |
| 25. Oktober 1942  | Vor Chios                                                                      | italienischer Tanker Arca                        | -        | Torpedo verfehlt Ziel                                                              |
| 26. Oktober 1942  | Südwestlich von Chios (38° 4′ N, 25° 27′ O)                                    | italienischer Tanker Arca                        | 2238 BRT | Angriff mit einem Torpedo, Ziel versenkt                                           |
| 27. Oktober 1942  | Vor Limnos                                                                     | griechischer Segler Lora                         | 121 BRT  | Versenkung mit Bordartillerie                                                      |
| 14. Dezember 1942 | Fünf Seemeilen nördlich der griechischen Insel Macrosini (37° 52′ N, 24° 6′ O) | italienischer Tanker Delfin                      | 5322 BRT | Versenkung mittels Torpedos                                                        |
| 22. Dezember 1942 | Nordwestlich des Kanals von Potidea (40° 13′ N, 23° 19′ O)                     | griechisches Segelschiff Niki                    | 150 BRT  | Versenkung mit dem Deckgeschütz                                                    |
| 7. Februar 1944   | 20 Seemeilen nördlich von Stavanger                                            | deutscher Frachter Rheinhausen                   | 6298 BRT | Versenkung mittels Torpedos                                                        |
| 12. Februar 1944  | Vor Stavanger                                                                  | deutscher Frachter Harm Fritzen                  | 4818 BRT | Torpedierung, Ziel schwer beschädigt                                               |
| 13. Februar 1944  | Im Boknafjord (59° 8′ N, 5° 24′ O)                                             | deutscher Transporter Hans Bornhofen             | 2130 BRT | Versenkung mittels Torpedos                                                        |